# Rovigo

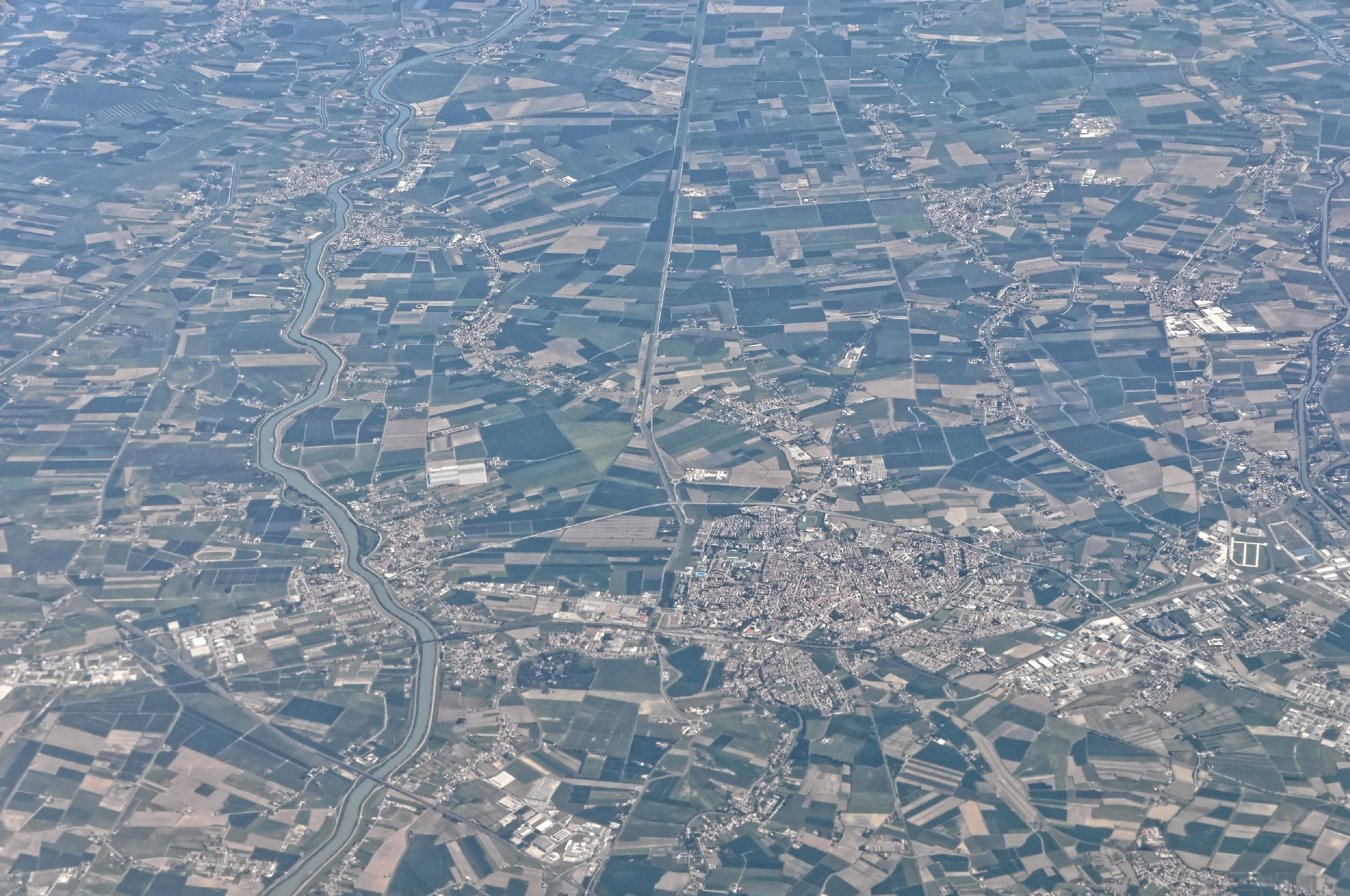
Rovigo und das Gebiet aus der Luft

Rovigo ist eine Stadt in der norditalienischen Region Venetien und Hauptstadt der Provinz Rovigo. Sie liegt 40 km südwestlich von Padua in einer Ebene am Kanal Adigetto, einem 1124 durch Dammbruch entstandenen Arm der Etsch.

## Lage und Daten
Die Stadt hat 50.090 Einwohner (Stand 31. Dezember 2023), ist Zentrum der Landschaft Polesine, eines Schwemmlandes zwischen Po und Etsch, und ein Verkehrsknotenpunkt dieser Region.
Rovigo ist Sitz des römisch-katholischen Bistums Adria-Rovigo, dessen Kathedrale allerdings in Adria steht. Die Stadt ist ein bedeutender Markt- und Handelsplatz und verfügt neben einigen Fach- und Hochschulen über Textil-, Möbel- und Metallindustrie. Die Stadt beherbergt das staatliche Musikkonservatorium  Francesco-Venezze.

## Geschichte
Erstmals wird Rovigo (neulateinisch Rhodigium) 838 in einem Dokument als Rodigo erwähnt. Hierher verlegte der Bischof von Adria ab 920 zeitweilig seine Residenz, nachdem seine eigene Stadt von den Ungarn zerstört worden war. Er ließ Rovigo zum Schutz vor weiteren ungarischen Einfällen stark befestigen. Vom 11. bis zum 14. Jahrhundert befand sich Rovigo meist unter der Herrschaft des Hauses Este. Die Venezianer nahmen die Stadt nach einer Belagerung 1482 ein und behielten sie im Frieden von Bagnolo (1484). Obwohl die Este sie mehrmals zurückeroberten, kam sie 1514 wieder an die Venezianer, die sie in der Folge bis zur Französischen Revolution besaßen.
1797 fiel Rovigo an die Cisalpinische Republik und danach noch im gleichen Jahr durch den Frieden von Campo Formio an Österreich. Aufgrund des Friedens von Lunéville (1801) wurde es erneut Teil der italienischen Republik sowie 1805 des Königreichs Italien. Im Jahr darauf wandelte Napoleon Bonaparte die Stadt und ihr Territorium für seinen General Anne-Jean-Marie-René Savary in ein Herzogtum um, wodurch dieser den Titel eines Herzogs von Rovigo führte. Bei der Stadt fanden am 3. und 8. Dezember 1813 Gefechte zwischen den Franzosen unter Deconchy und den Österreichern unter Jelačić statt, am 10. Dezember wurde Rovigo von den Österreichern unter Starhemberg besetzt. Als Folge des Wiener Kongresses gehörte die Stadt nun zum Königreich Lombardo-Venetien. Am 22. März 1848 kam es hier zu einem Aufstand, durch den die Österreicher zeitweilig vertrieben wurden. In Rovigo wurde am 15. August 1848 zwischen Feldmarschallleutnant Ludwig von Welden und päpstlichen Bevollmächtigten die Konvention unterzeichnet, wonach die Österreicher den von ihnen besetzten Kirchenstaat räumten und Pius IX. dem Krieg gegen die Donaumonarchie entsagte. 1866 fiel Rovigo an das Königreich Italien.

## Sehenswürdigkeiten
- Der barocke Dom Santo Stefano Papa stammt aus dem Jahr 1696 und ist Konkathedrale des Bistums Adria-Rovigo. Er wurde im Zweiten Weltkrieg teilweise zerstört, aber wieder restauriert.
- Palazzo Roncale, 1555 von Michele Sanmicheli erbaut
- Palazzo dell’Accademia dei Concordi 1814 mit Gemälden und Bibliothek
- Achteckige Wallfahrtskirche Chiesa della Beata Vergine del Soccorso wurde 1603 fertiggestellt und enthält Gemälde venezianischer Meister vornehmlich des 18. Jahrhunderts. Sie befindet sich an der Piazza 20 Settembre.
- Reste eines aus dem 10. Jahrhundert stammenden Kastells, von dem zwei Türme erhalten blieben

## Städtepartnerschaften
Rovigo unterhält mit folgenden Orten Partnerschaften.
- Bedford, Vereinigtes Königreich
- Tulcea, Rumänien
- Schlanders, Italien
- Viernheim, Deutschland

## Persönlichkeiten
- Bartolomeo Roverella (1406–1476), römisch-katholischer Erzbischof von Ravenna und Kardinal
- Antonio Riccoboni (1541–1599), Humanist
- Cristina Roccati (1732–1797), Physikerin und Dichterin
- Friedrich von Manfredini (1743–1829), k.k. Staatsmann und Mäzen
- Pietro De Silvestri (1803–1875), Rotaauditor und Kardinal
- Francesco Malipiero (1824–1887), Komponist, Großvater von Gian Francesco Malipiero
- Marco Levi Bianchini (1875–1961), Arzt und Psychoanalytiker
- Umberto Merlin (1885–1964), Politiker
- Bruno Migliorini (1896–1975), Linguist, Romanist und Esperantist
- Emilio Bussi (1904–1997), Rechtshistoriker
- Ugo Duse (1926–1997), Musikwissenschaftler
- Katia Ricciarelli (* 1946), Opernsängerin (Sopran)
- Alessandro Balzan (* 1980), Autorennfahrer
- Marta Menegatti (* 1990), Beachvolleyballspielerin